# Paramoltkia doerfleri
Paramoltkia doerfleri är en strävbladig växtart som först beskrevs av Richard von Wettstein, och fick sitt nu gällande namn av Werner Rodolfo Greuter och Burdet. Paramoltkia doerfleri ingår i släktet Paramoltkia och familjen strävbladiga växter. Inga underarter finns listade i Catalogue of Life.

## Bildgalleri

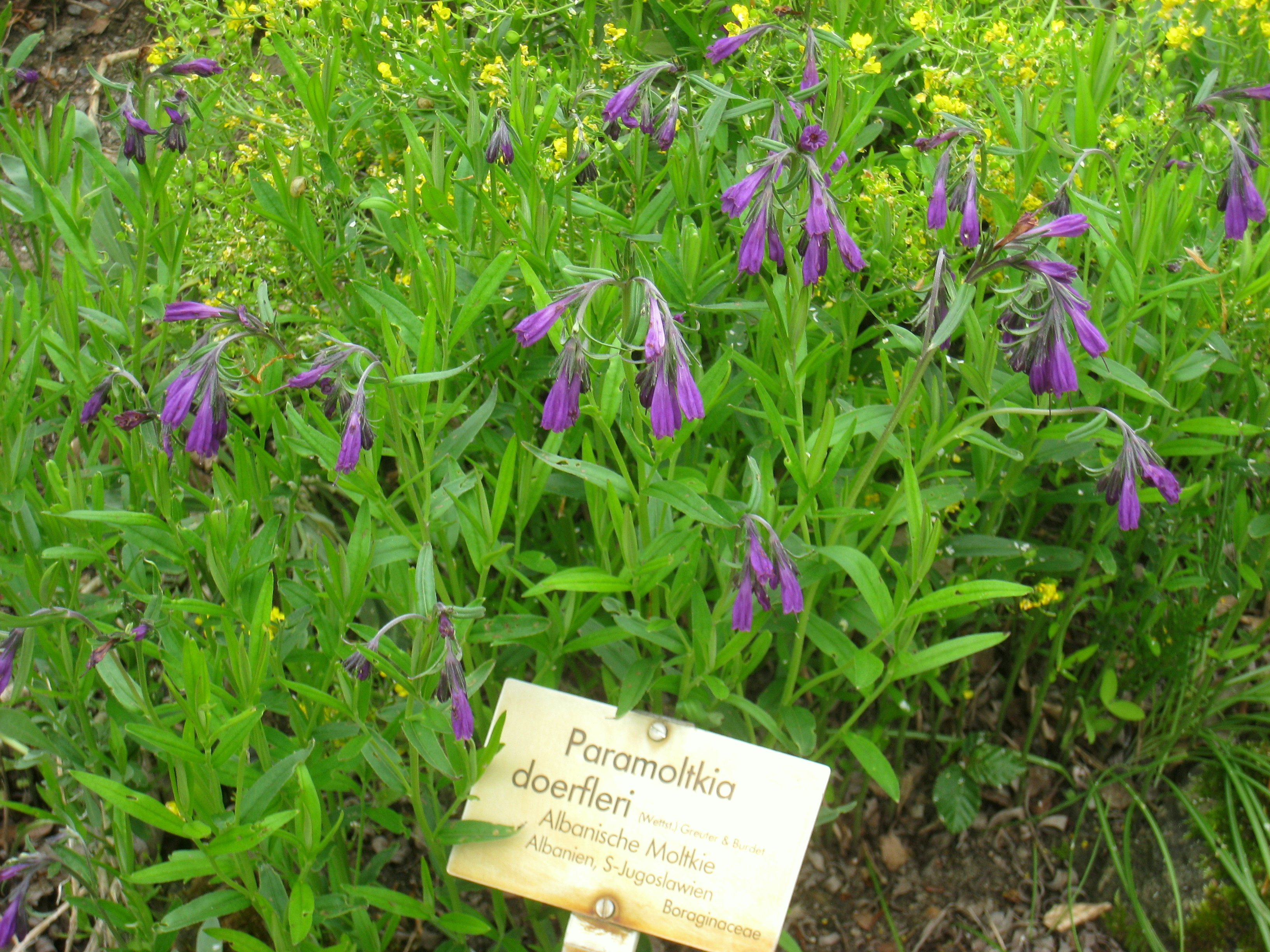